# Giuseppe Pagliarini
Giuseppe Pagliarini (Milano, 1920 – Milano, 1999) è stato un attore italiano che è stato in attività prevalentemente in televisione fino agli anni sessanta.

## Biografia
È stato interprete di numerosi sceneggiati televisivi della Rai, fra cui Il romanzo di un giovane povero, Ottocento (in cui interpretava il ruolo del re Vittorio Emanuele II) e Una tragedia americana. Sempre per la Rai degli albòri ha interpretato lavori di prosa.
Ha avuto anche una breve attività di produttore, producendo nel 1947 per la Fiaba Film il film diretto da Giannetto Guardone Le avventure di Pinocchio.
Era marito dell'attrice Ernes Zacconi, figlia del grande  Ermete.

## Filmografia
- Forse eri tu l'amore, regia di Gennaro Righelli (1940)
- I tre aquilotti, regia di Mario Mattoli (1942)
- Quelli della montagna, regia di Aldo Vergano (1943)

## Prosa televisiva Rai
- Il romanzo di un giovane povero (1957, sceneggiato televisivo)
- Merluzzo di Marcel Pagnol, regia di Alessandro Brissoni, trasmesso il 20 dicembre 1957.
- Ragazze in vetrina, episodio di Aprite: polizia! (1958) - miniserie TV
- I masnadieri, di Friedrich Schiller, regia di Anton Giulio Majano, 2 ottobre 1959.
- Ottocento (1959, sceneggiato televisivo)
- L'isola del tesoro (1959, sceneggiato televisivo)
- Fuente Ovejuna di Lope de Vega, regia di Anton Giulio Majano, trasmesso il 3 aprile 1959.
- La Pisana (1960, sceneggiato televisivo)
- Il costruttore Sollness di Henrik Ibsen, regia di Mario Ferrero, trasmesso il 1º aprile 1960.
- Mariana Pineda di Federico García Lorca, regia di Alessandro Brissoni, trasmesso il 13 maggio 1960.
- Più rosa che giallo, regia di Alberto Bonucci, trasmessa dal 12 giugno al 24 luglio 1962.
- Una tragedia americana (1962, sceneggiato televisivo)
- L'uomo, regia di Vittorio Cottafavi - film TV (1964)
- La fu Edwina Black di William Dinnie e William Murum, regia di Eros Macchi, trasmessa il 7 febbraio 1964.
- Resurrezione (1965, sceneggiato televisivo)
- La donna di fiori , regia di Anton Giulio Majano, (1965, sceneggiato televisivo)
- La potenza delle tenebre (1965, TV)
- L'ammiraglio, regia di Anton Giulio Majano - film tv (1965)
- Don Giacinto a forza (1966, sceneggiato televisivo)
- Le inchieste del commissario Maigret, regia di Mario Landi, episodio La vecchia signora di Bayeux, trasmesso il 3 aprile 1966.
- Il conte di Montecristo (1966, sceneggiato televisivo)
- Dossier Mata Hari (1967, sceneggiato televisivo)
- Il segretario particolare di T. S. Eliot, regia di José Quaglio, trasmesso il 16 giugno 1968 sul Secondo Programma Rai.